# Gentilés de Grèce
Pour un article plus général, voir Gentilés.

## Le pays
La Grèce a pour gentilé :  Grec, Grecs, Grecque, Grecques  ; glottonyme : grec ; adjectif : grec, grecs, grecque, grecques et gréco- en composition (Guerre gréco-turque , Mythologie gréco-romaine...).
La République hellénique est le « nom complet développé » (officialisé par la diplomatie française par l'arrêté du 4 novembre 1993) de l'État grec.
Les intéressés préfèrent utiliser, même en français, les appellations qu'ils se sont données eux-mêmes :
- l’Hellade : Hellène, Hellènes, Hellène, Hellènes (invariant au féminin).
  - Voir la Liste des rois des Hellènes.

Graecus, Graeci, Graeca, Graecae (Graecia pour le nom du pays) est un exonyme donnés aux Hellènes par les Romains. On trouve aussi en latin le terme péjoratif graeculus (« petit Grec ») et graeculio qui lui est passablement méprisant. 
Pour leurs voisins de l'Est, les Grecs sont les Ioniens (Iones pour Iaones d'un plus ancien Iawones) : la Bible utilise le terme Javan et en turc la Grèce est le Yunanistan. 
Après l'avènement de l'Empire romain d'orient, les Grecs, en particulier les Micrasiates, se sont appelés jusqu'au XXe siècle, Romioi (Ρωμιοί), c'est-à-dire Romains. Au Moyen Âge, le nom officiel de l'Empire romain d'orient était Rômania devenu Rum-eli ("pays des Romains") en turc.
Vraie ou fausse, l’histoire selon laquelle le président George W. Bush aurait appelé les habitants de la Grèce « Gréciens » (Grecians en anglais, au lieu du gentilé correct étant Greeks) a fait le tour du monde. 
Termes en rapport avec le  gentilé Grecs :
- grecque,
- feu grégeois et
- pie-grièche.

## Villes
- Argos : Argien, Argiens, Argienne, Argiennes
- Athènes : Athénien, Athéniens, Athénienne, Athéniennes
- Chalcis : Chalcidien, Chalcidiens, Chalcidienne, Chalcidiennes
- Corinthe : Corinthien, Corinthiens, Corinthienne, Corinthiennes
  - Deux Épîtres aux Corinthiens furent adressées aux habitants de Corinthe par l'apôtre saint Paul.
- Érétrie : Érétrien, Érétriens, Érétrienne, Érétriennes
- Héliopolis : Héliopolitain, Héliopolitains, Héliopolitaine, Héliopolitaines
- Héraklion : Hérakliote, Hérakliotes
- Lacédémone : voir à Sparte
- Lamía : Lamien, Lamienne, Lamiens, Lamiennes
- Larissa : Larissien, Larissienne, Larissiens, Larissiennes
- Malvoisie : Malvoisien, Malvoisiens, Malvoisienne, Malvoisiennes
- Méthymne : Méthymnien, Méthymnienne, Méthymniens, Méthymniennes
- Nauplie : Nauplien, Naupliens, Nauplienne, Naupliennes
- Néa Smýrni (autant dire la Nouvelle-Smyrne) : Néo-Smyrniote, Néo-Smyrniotes, Néo-Smyrniote, Néo-Smyrniotes (invariant au féminin) ; adjectif : néo-smyrniote, néo-smyrniotes, néo-smyrniote, néo-smyrniotes (invariant au féminin) ; adjectif en tête de phrase : Néo-smyrniote, Néo-smyrniotes, Néo-smyrniote, Néo-smyrniotes (invariant au féminin)
- Patras : Patrinien
- Le Pirée : Piréen, Piréens, Piréenne, Piréennes ; Piréote, Piréotes, Piréote, Piréotes (invariant au féminin)
- Rhodes : Rhodien, Rhodienne, Rhodiens, Rhodiennes
- Salonique : voir à Thessalonique
- Sparte : Spartiate, Spartiates (masculin et féminin)
  - durant l'Antiquité, la cité était aussi appelée Lacédémone : Lacédémonien, Lacédémoniens, Lacédémonienne, Lacédémoniennes
- Thèbes : Thébain, Thébains, Thébaine, Thébaines
- Thessalonique : Thessalonicien, Thessaloniciens, Thessalonicienne, Thessaloniciennes
  - Une Première épître aux Thessaloniciens ainsi qu'une seconde furent adressées aux habitants de Thessalonique par l'apôtre saint Paul.
  - La forme Salonique, issue de Thessalonique par aphérèse via la forme turque Selanik, s'emploie également en français, essentiellement dans un contexte historique : il existe une avenue de Salonique à Paris depuis 1936 en référence à l'expédition de Salonique ; Salonique, nid d'espions  est un film français réalisé par Georg Wilhelm Pabst en 1937) : Salonicien, Saloniciens, Salonicienne, Saloniciennes (Petit Robert) ; Saloniquiste, Saloniquistes, Saloniquiste, Saloniquistes (réédition du Petit Larousse 1906).
  - Les autorités grecques se sont récemment émues lorsqu'un dictionnaire a révélé que les joueurs et les supporters de Salonique étaient qualifiés de « Bulgares » par les supporters adverses lors des matchs de football.

## Régions
- l’Achaïe : Achéen, Achéens, Achéenne, Achéennes
- l’Arcadie : Arcadien, Arcadiens, Arcadienne, Arcadiennes
  - (L’Arcadie passe pour avoir donné son nom à l’Acadie, en Amérique du Nord : d’où Acadiens et Cadiens.)
- l’Argolide : Argolidien, Argolidiens, Argolidienne, Argolidiennes
- l’Attique  : Attique, Attiques, Attique, Attiques (invariant au féminin).
- le mont Athos : Athonite, Athonites ou Agiorite, Agiorites (pas de formes au féminin pour ces gentilés puisque les femmes ne sont pas admises sur la Montagne sainte) ; les adjectifs correspondants (athonite ou agiorite) sont invariant au féminin et peuvent s'appliquer  à une  icône par exemple. D'après l'ancienne orthographe du grec moderne on écrirait Hagiorite, Hagiorites où  les termes hagios « saint » et oros « montagne » se laissent reconnaître.
- la Béotie : Béotien, Béotiens, Béotienne, Béotiennes
- la Chalcidique : Chalcidien, Chalcidiens, Chalcidienne, Chalcidiennes
- l’Élide : Élidien, Élidiens, Élidienne, Élidiennes
- l’Épire : Épirote, Épirotes, Épirote, Épirotes (invariant au féminin)
- la Laconie : Laconien, Laconiens, Laconienne, Laconiennes
  - Le laconisme était un trait de caractère des anciens habitants  de la Laconie et de Sparte sa capitale.
- la Macédoine grecque : Macédonien, Macédoniens, Macédonienne, Macédoniennes
  - La République hellénique a refusé qu’un pays indépendant puisse porter lui aussi le nom de Macédoine si bien que ce pays a dû prendre le nom complet développé d'Ancienne République yougoslave de Macédoine (ARYM — FYROM en anglais).
- le Magne : Maniote, Maniotes, Maniote, Maniotes  (invariant au féminin)
- la Messénie : Messénien, Messéniens, Messénienne, Messéniennes
- le Péloponnèse  : Péloponnésien, Péloponnésiens, Péloponnésienne, Péloponnésiennes
- la Phocide : Phocidien, Phocidiens, Phocidienne, Phocidiennes
- Sfakiá (en grec moderne Τα Σφακιά, au pluriel), dème situé en en Crète : Sfakiote, Sfakiotes, Sfakiote, Sfakiotes (invariant au féminin, gentilé désignant aussi les habitants de la ville de Sfakiá, en grec moderne : Σφακιά) maintenant appelée Chóra Sfakíon (grec moderne : Χώρα Σφακίων)
- la Thessalie :  Thessalien, Thessaliens, Thessalienne, Thessaliennes
- la Thrace  : Thrace, Thraces, Thrace, Thraces (invariant au féminin)
- la Tsakonie : on y parlait le tsakonien

## Îles
- Céphalonie : Céphalonien, Céphaloniens, Céphalonienne, Céphaloniennes
- Chios en grec (en français Chio) : Chiote, Chiotes, Chiote, Chiotes (invariant au féminin)
- Corfou : Corfiote, Corfiotes, Corfiote, Corfiotes (invariant au féminin)
- Crète : Crétois, Crétois, Crétoise, Crétoises
- Cythère : Cythérien, Cythériens, Cythérienne, Cythériennes ou Cythéréen, Cythéréens, Cythéréenne, Cythéréennes
- Délos : Délien, Déliens, Délienne, Déliennes
- Égine : Éginète, Éginètes, Éginète, Éginètes (invariant au féminin)
- Eubée : Eubéen, Eubéens, Eubéenne, Eubéennes
- Hydra (île) : Hydriote, Hydriotes, Hydriote, Hydriotes (invariant au féminin)
- Ithaque : Ithaquien, Ithaquiens, Ithaquienne, Ithaquiennes
- Lemnos : Lemnien, Lemniens, Lemnienne, Lemniennes ou Lemniote, Lemniotes, Lemniote, Lemniotes (invariant au féminin)
- Lesbos : Lesbien, Lesbiens, Lesbienne, Lesbiennes en théorie. On dira plutôt : Mytilinien, Mytiliniens, Mytilinienne, Mytiliniennes pour éviter toute ambiguïté avec le lesbianisme.
- Leucade : Leucadien, Leucadiens, Leucadienne, Leucadiennes
- Mykonos : Mykonien, Mykconiens, Mykonienne, Mykoniennes ou Mykoniate, Mykoniates, Mykoniate, Mykoniates (invariant au féminin)
- Naxos : Naxien, Naxiens, Naxienne, Naxiennes
- Paros : Parien, Pariens, Parienne, Pariennes
- Psará : Psariote, Psariotes, Psariote, Psariotes (invariant au féminin)
- Rhodes : Rhodien, Rhodiens, Rhodienne, Rhodiennes
- Salamine : Salaminien, Salaminiens, Salaminienne, Salaminiennes
- Samos : « Samiens ou Samiates » (réédition du Petit Larousse 1906)
- Samothrace : Samothracien, Samothraciens, Samothracienne, Samothraciennes
- Thasos : Thasien, Thasiens, Thasienne, Thasiennes ou Thasiote, Thasiotes, Thasiote, Thasiotes (invariant au féminin)
- Zante : Zantiote, Zantiotes, Zantiote, Zantiotes (invariant au féminin)

## Archipels
- les Cyclades : Cycladique, Cycladiques, Cycladique, Cycladiques (invariant au féminin)
- le Dodécanèse : Dodécanésien, Dodécanésiens, Dodécanésienne, Dodécanésiennes
- les îles Ioniennes : Ionien, Ioniens, Ionienne, Ioniennes
- les Sporades : Sporadique, Sporadiques, Sporadique, Sporadiques (invariant au féminin)

## Minorités de Grèce
Le code grec de la nationalité ne prend pas en compte l’origine ethnique des citoyens et considère, comme en France, qu’il n’existe qu’une seule et indivisible « Ελληνική εθνική κοινωνία - Ellinikí ethnikí kinonía » : la nation grecque moderne. Seules en sont exclues, en raison et en application du Traité de Lausanne (1923), les populations musulmanes,. Il existe des gentilés spécifiques pour ces minorités :
- Arvanites désigne les Grecs d’origine albanaise, orthodoxes, nombreux en Épire et en Grèce centrale ;
- Avdétis désigne les Dönme, juifs turcophones passés à l’islam, à Ioannina, Thessalonique et Alexandroúpoli, considérés comme « Turcs » par le traité de Lausanne ;
- Cappadociens désigne les Grecs d’Anatolie parlant le dialecte cappadocien (Καππαδοκικά), comptés parmi les Micrasiates (Grecs d’Asie mineure) ;
- Greco-Macédoniens désigne les Slaves orthodoxes de Macédoine grecque : c’est un gentilé qui prête à confusion avec les habitants Grecs de la Macédoine grecque ;
- Méglénites désigne les Valaques musulmans, considérés comme « Turcs » par le traité de Lausanne ;
- Pomaques  désigne les bulgarophones musulmans de Macédoine grecque et de Macédoine-Orientale-et-Thrace, considérés comme « Turcs » par le traité de Lausanne ;
- Pontiques désigne les Grecs originaires du pourtour de la mer Noire parlant le dialecte grec pontique (Ποντιακά, Ρωμαίικα), comptés parmi les Micrasiates (Grecs d’Asie mineure) ;
- Romaniotes désigne les juifs grecs, présents surtout à Athènes, Ioannina, Patras et Thessalonique ;
- Torbèches désigne les Slaves musulmans de la Macédoine grecque, considérés comme « Turcs » par le traité de Lausanne ;
- Tsakones désigne les Grecs du Péloponnèse parlant un dialecte à traits doriens, le tsakonien ;
- Tsámides (Τσάμηδες) désigne, en Épire, les minorités d’origine albanaise et musulmanes, devenues citoyennes grecques en 1913 ainsi que leur descendance, et ce gentilé les distingue des immigrants albanais récents, nommés simplement Albanais (Aλβανοί) ; par erreur de transcription depuis l’anglais, on trouve aussi les Tsámides sous les dénominations de Chams, Djams, Dzams ou Tchams ;
- Tsiganes désigne usuellement les Roms, officiellement considérés comme « Grecs » s’ils sont orthodoxes, et comme « Turcs » s’ils sont musulmans ;
- Turcs désigne, en application du Traité de Lausanne (1923), les populations musulmanes de Grèce, qu'elles soient turcophones (comme les bergers konariotes d'origine Yörük[3]), bulgarophones, méglénites, torbèches, tsiganes ou dönme ;
- Valaques désigne les Aroumains d’Épire et de Macédoine grecque[4].

## Monde grec
Il existe en outre des gentilés de quelques pays, villes et cités appartenant ou ayant appartenu au monde grec, mais situées hors du territoire actuel de la République hellénique.

### Pays du monde grec
- Chypre (province gréco-romaine et État moderne) : Chypriote, Chypriotes (invariant au féminin) ;
- Grande-Grèce[5] : Mégalhellène, Mégalhellènes (invariant au féminin, rare, de μεγαλήλληες) ou Gréen, Gréens, Gréenne, Gréennes (rare, de Γραία/Grée, cité grecque) :
  - Sicile grecque : Siciliote, Siciliotes (invariant au féminin, rare, pour les Grecs de l'île, par distinction des Sicules antiques et des autres Siciliens) ;
- Ionie : Ionien, Ioniens, Ionienne, Ioniennes.

### Îles et mers
Îles :
- Chypre (île) : Chypriote, Chypriotes (invariant au féminin) ;
- Imbros : Imbriote, Imbriotes (autochtones, invariant au féminin), Gökçeadien, Gökçeadiens, Gökçeadienne, Gökçeadiennes (colons turcs) ;
- Ténédos : Ténédiote, Ténédiotes (autochtones, invariant au féminin), Bozcaadien, Bozcaadiens, Bozcaadienne, Bozcaadiennes (colons turcs).

Mers :
- le Pont-Euxin : pontique, pontiques, langue grecque pontique, Pontiques (populations hellénophones habitant de l'antiquité au XXe siècle sur les côtes du Pont Euxin et qui ont dû se réfugier en Grèce).

### Villes et cités du monde grec
- Alexandrie d'Égypte : Alexandrin, Alexandrins, Alexandrine, Alexandrines ;
- Ancône : Anconitain, Anconitains, Anconitaine, Anconitaines ;
- Andrinople : Andrinopolitain, Andrinopolitains, Andrinopolitaine, Andrinopolitaines, et Edirnien, Edirniens, Edirnienne, Edirniennes (pour les habitants turcs modernes) ;
- Byzance : voir Constantinople ;
- Chalcédoine : Chalcédonien, Chalcédoniens, Chalcédonienne, Chalcédoniennes, et Kadikœyen, Kadikœyens, Kadikœyenne, Kadikœyennes (pour les habitants turcs modernes) ;
- Constantinople : Constantinopolitain, Constantinopolitains, Constantinopolitaine, Constantinopolitaines, et Stambouliote, Stambouliotes (invariant au féminin, pour les habitants turcs modernes) :
  - anciennement Byzance : Byzantin, Byzantins, Byzantine, Byzantines (également très employé improprement pour les Romées, citoyens de l'Empire romain d'orient dit, depuis 1557, « byzantin ») ;
  - le Phanar (ou le Fanar) est le dernier quartier grec d'İstanbul : Phanariote, Phanariotes ou Fanariote, Fanariotes (invariants au féminin) ;
- Élée : Éléate, Éléates (invariant au féminin) ou Éléen, Éléens, Éléenne, Éléennes :
  - L'école éléatique fut une école philosophique ;
- Éphèse : Éphésien, Éphésiens, Éphésienne, Éphésiennes ;
- Famagouste : Ammostochosien, Ammostochosiens, Ammostochosienne, Ammostochosiennes (pour les autochtones), et Gazimağusien, Gazimağusiens, Gazimağusienne, Gazimağusiennes (pour les colons turcs) ;
- Gallipoli : Gallipolitain, Gallipolitains, Gallipolitaine, Gallipolitaines, et Gelibolien, Geliboliens, Gelibolienne, Geliboliennes (pour les habitants turcs modernes) ;
- Kyrenia  : Keryniote, Keryniotes (pour les autochtones, invariant au féminin), Girnien, Girniens, Girnienne, Girniennes (pour les colons turcs) ;
- Larnaca : Larnakiote, Larnakiotes (invariant au féminin) ;
- Limassol : Lemessien, Lemessiens, Lemessienne, Lemessiennes ;
- Massalia : Massaliote, Massaliotes (invariant au féminin), et Marseillais (invariant au masculin), Marseillaise, Marseillaises (pour les habitants modernes) ;
- Milet : Milésien, Milésiens, Milésienne, Milésiennes ;
- Naples : Napolitain, Napolitains, Napolitaine, Napolitaines ;
- Nicée : Nicéen, Nicéens, Nicéenne, Nicéennes, et Iznikien, Iznikiens, Iznikienne, Iznikiennes (pour les habitants turcs modernes) ;
- Phanar : voir Constantinople ;
- Paphos Paphien, Paphiens, Paphienne, Paphiennes (invariant au féminin) ;
- Phocée : Phocéen, Phocéens, Phocéenne, Phocéennes :
  - Marseille aime se qualifie souvent de « cité phocéenne » parce que l'antique Massalia a été fondée par les Phocéens ;
- Smyrne : Smyrniote, Smyrniotes (invariant au féminin), et Izmirien, Izmiriens, Izmirienne, Izmiriennes (pour les habitants turcs modernes) ;
- Syracuse : Syracusain, Syracusains, Syracusaine, Syracusaines ;
- Trébizonde : Trébizondien, Trébizondienne, Trébizondiens, Trébizondiennes, et Trabzonien, Trabzoniens, Trabzonienne, Trabzoniennes (pour les habitants turcs modernes) ;
- Troie : Troyen, Troyens, Troyenne, Troyennes.